# Eichinger Tibor
Eichinger Tibor (Nyíregyháza, 1962. október 27. –) dzsesszgitáros.

## Pályafutása
13 évesen kapta első gitárját, majd az 1980-as évek elején klasszikus gitárt tanult Debrecenben. Az 1980-as években alapította a Monox együttest nyíregyháziakból, akikkel fúziós zenét játszottak. Később Budapesten megismerkedett a tiszta jazz-zel. 1989-ben egy évig tanult a Bartók Béla Zeneművészeti Konzervatóriumban. 
1994-ben diplomát szerzett a Liszt Ferenc Zeneművészeti Főiskolán. Ekkor alapította első együttesét, melyen kívül még számos más formációban vállalt feladatot, többek között 1999-2005 között az Amorf Ördögök gitárosa volt. Egyebek közt részt vett a Krétakör társulat Nexxt előadásában, de tagja volt a Wertetics Orkestárnak és a Bop-Art Orchestrának. 
Filmzenét írt Szomjas György Váratlan Halál című nagyjátékfilmjéhez, de dolgozott Szőke András filmrendezővel is. Duókoncertet adott Gadó Gáborral. 2004-ben West and East címmel duólemeze jelent meg Stefan Varga jazzgitárossal. Ugyanebben az évben az ArtAmigTart nevezetű freejazz project állandó vendége lett. Aktív zenei munkássága mellett gitároktatással foglalkozik.

## Stílusa
Gitárjátékát jellemzi a cool, a modern jazz, néha free-s elemekkel kombinálva, de előszeretettel színesíti produkcióját egyéb stílusok ötvözésével, nem idegenkedik az eklektikus hangzástól.

## Munkái
- Eichinger Quartet: Ikrek zápor után (magánkiadás, 2008) – zeneszerző
- Trans-formation: Az egér mosolya (magánkiadás, 2007) – zeneszerző
- Eichinger Quartet: Pasztellszivárvány a Balkán felett (ICO Zrt., 2006)
- Timeless Life: What Watch? (magánkiadás, 2001)
- Eichinger Tibor és Stefan Varga: West and east (magánkiadás, 2004)
- Eichinger Quartet: Légúti panaszok (Bahia Records, 2001)
- Eichinger Band: Üzenet a kertből (Fonó Records, 1999)